# Araneus horizonte
Araneus horizonte Levi, 1991 è un ragno appartenente alla famiglia Araneidae.

## Distribuzione
L'olotipo femminile è stato rinvenuto in una località del Brasile meridionale: nei pressi di Belo Horizonte, nello stato di Minas Gerais.
Gli esemplari rinvenuti sinora ampliano l'areale della specie dalla Colombia al Paraguay

## Tassonomia
Non sono stati esaminati esemplari di questa specie dal 1999
Attualmente, a dicembre 2013, non sono note sottospecie